# Az igazság nyomában (film, 2012)
Az igazság nyomában (eredeti cím: The Cold Light of Day) 2012-es amerika-spanyol akciófilm, melynek rendezője Mabrouk El Mechri, a főszerepben pedig Henry Cavill, Bruce Willis és Sigourney Weaver látható.
Az Amerikai Egyesült Államokban, 2012. szeptember 7-én mutatta be a Summit Entertainment, Magyarországon a ProVideo forgalmazásában jelent meg április 12-én.
A film általánosságban negatív véleményeket kapott a kritikusok. A Metacritic oldalán a film értékelése 22% a 100-ból, ami 10 véleményen alapul. A Rotten Tomatoeson Az igazság nyomában 5%-os minősítést kapott, 41 értékelés alapján.
A film középpontjában Will Shaw (Cavill) áll, aki úgy véli, hogy idegen ügynökök rabolták el a családját. Will apja (Willis) ellopott anno egy táskát, amit azóta is keresnek, ám időközben sikerül nekik megölni őt. Will rájön, hogy egy Carrack (Weaver) nevű ügynök tette hidegre az apját. Ő az egyetlen reménye annak, hogy ezen ügy után járjon és megmentse a családját.

## Cselekmény
Will Shaw (Henry Cavill), tanácsadóként dolgozik San Franciscóban. A nyári szünete alatt vonakodva, de meglátogatja a családját, akik jelenleg Spanyolországban nyaralnak. Ott találkozik az apjával, Martin Shawwal (Bruce Willis), aki maga is a kormány egyik tanácsadója. Az nap este Will rosszkedvű lesz, amikor kap egy telefonhívást az egyik ügyféltől, hogy a cége csődbe ment. Úgy dönt, hogy a következő napon horgászni megy az apjával a család hajóján. Az apja kérésére átveszi a kormányt, de megfeledkezik időközben odafigyelni rá, ahogy a telefonjában nézi az eredményeket. Bekövetkezik a vitorlás baleset; Az árbóc a testvére (Rafi Gavron) és az ő barátnője, Dara (Emma Hamilton) felé csapódik, de időben oda tud ugrani, hogy megmentse őket, de végül a csörlő eltalálja a lány fejét. Miután mindenki nyugtalankodik Dara miatt, ismét elkezd csörögni Will telefonja. A frusztrált Martin megragadja azt, és behajítja az óceánba. Will úgy dönt, hogy kiúszik a városba egy kis időre, hogy hozzon egészségügyi ellátást, valamint hogy lenyugodjon a történtek miatt.
Amikor visszatér a partra, Will sehol sem találja a hajót, majd a keresése után rájön, hogy egy elhagyott szomszédos öbölben van. Találkozik a helyi rendőrséggel, akik közömbösek vele. Ahogy Will azonosítja magát, az ügyeletes tiszt tesz egy telefonhívást és elmondják neki, hogy el kell vinniük a hajót. Megismerkednek Zahírral (Roschdy Zem), aki tudja Will családjának hollétét és megmutatja az utat. Will érzi, hogy nincs valami rendben, ezért megpróbál megszökni a rendőrautóból. Martin felbukkan és leveri az összes tisztet, megmenekítve Willt.
Martinról kiderül, hogy egy CIA-ügynök, majd kifejti a fiának, hogy az emberek, akik elrabolták a családot egy aktatáska miatt volt, ami a CIA feladata lenne begyűjteni. Martin megkéri a CIA csapat vezetőjét, Jean Carrack (Sigourney Weaver), hogy segítsen. Egyetért azzal, hogy összehozzanak egy találkozást Madridban. A találkozón Will a kocsiban marad, míg Martin beszél Carrackkel, aki elmondja, hogy már nincs meg a táska. A férfi nem hisz neki és úgy érzi, hogy valami nincs rendben. Ahogy Martin visszatér az autóhoz, lelövi egy orvlövész (Joseph Mawle). Will kiszáll, hogy ellenőrizze őt, ekkor Martin telefonja elkezd csörögni, és a mesterlövész, Gorman elkezd lőni Willre is, de ő megragadja a telefont és elhajt az autóval, majd a Madridi rendőrség és Gorman hajszolja őt. Sikerül megszöknie, ám az apja pisztolyát elrejti egy kukába. Ahogy menekül, Willt felhívja az egyik emberrabló, aki szeretne beszélni "Tommal" és követeli a táskát, cserébe elengedik a családját. 21 óra határidőt kap, hogy találkozzanak a táskával.

## Szereplők
| Színész          | Szerep         | Magyar hang        |
| ---------------- | -------------- | ------------------ |
| Henry Cavill     | Will Shaw      | Papp Dániel        |
| Bruce Willis     | Martin Shaw    | Dörner György      |
| Caroline Goodall | Laurie Shaw    | Kovács Nóra        |
| Rafi Gavron      | Josh Shaw Shaw | Seszták Szabolcs   |
| Sigourney Weaver | Jean Carrack   | Menszátor Magdolna |
| Verónica Echegui | Lucia Caldera  | Kelemen Kata       |
| Emma Hamilton    | Dara Collins   | Vágó Bernadett     |
| Joseph Mawle     | Gorman         | Kálid Artúr        |
| Roschdy Zem      | Zahir          | Galbenisz Tomasz   |
| Michael Budd     | Esmael         | Zöld Csaba         |

## A film készítése
A filmet Spanyolországban forgatták. A tengerparti turisztikai helyszínek: Teulada-Moraira és Javea.